# クロスウェイブファシリティーズ
株式会社クロスウェイブファシリティーズはクロスウェーブコミュニケーションズが持つ光ファイバー網の保守を行なう通信工事会社。出資比率はクロスウェイブコミュニケーションズが60％、古河電工、住友電工、日本コムシス、東電通、三和エレックがそれぞれ8％。社長は後藤寿氏。
株式会社クロスウェイブコミュニケーションズは、かつて存在した日本の通信事業者である。インターネットイニシアティブ（IIJ）の社長であり創業者でもある鈴木幸一が社長であった。